# Si se calla el cantor
 Si se calla el cantor  es una película filmada en colores de Argentina dirigida por Enrique Dawi según el guion de Emilio Villalba Welsh que se estrenó el 15 de marzo de 1973 y que tuvo como protagonistas a Horacio Guarany.

## Sinopsis
Un hombre deja el trabajo que padeciendo malas condiciones realizaba en la industria minera, se enamora de una muchacha y triunfa como cantor.

## Reparto
- Olga Zubarry
- Horacio Guarany
- Luis Medina Castro
- José María Gutiérrez
- Mario Lozano
- Héctor Pellegrini
- Héctor Tealdi
- Roberto Mosca
- Raúl del Valle
- Ovidio Fuentes
- Jorge de la Riestra
- Anselmo Orani
- Fernando Iglesias

## Comentarios
Gente escribió:

”Concebida con una escolaridad elemental, sus virtudes se convierten en defectos alarmantes.”

César Magrini dijo en El Cronista Comercial:

”Que se calle.”

Manrupe y Portela escriben:

”El debut de Guarany en su momento de mayor éxito. Es una especie de “Marín Fierro 73” con discurso propio de la época, sostenido con alfileres